# 黑白噪鹛
黑白噪鹛（学名：Garrulax bicolor）也称苏门答腊噪鹛，是噪鹛属的一种，为印度尼西亚的特有种。全球活动范围约为67,100平方千米。该物种的保护状况被评为易危。
种名 bicolor 意为“二色的”。
黑白噪鹛的栖息地包括亚热带或热带的湿润低地林和亚热带或热带的湿润山地林。